# Lintzaag

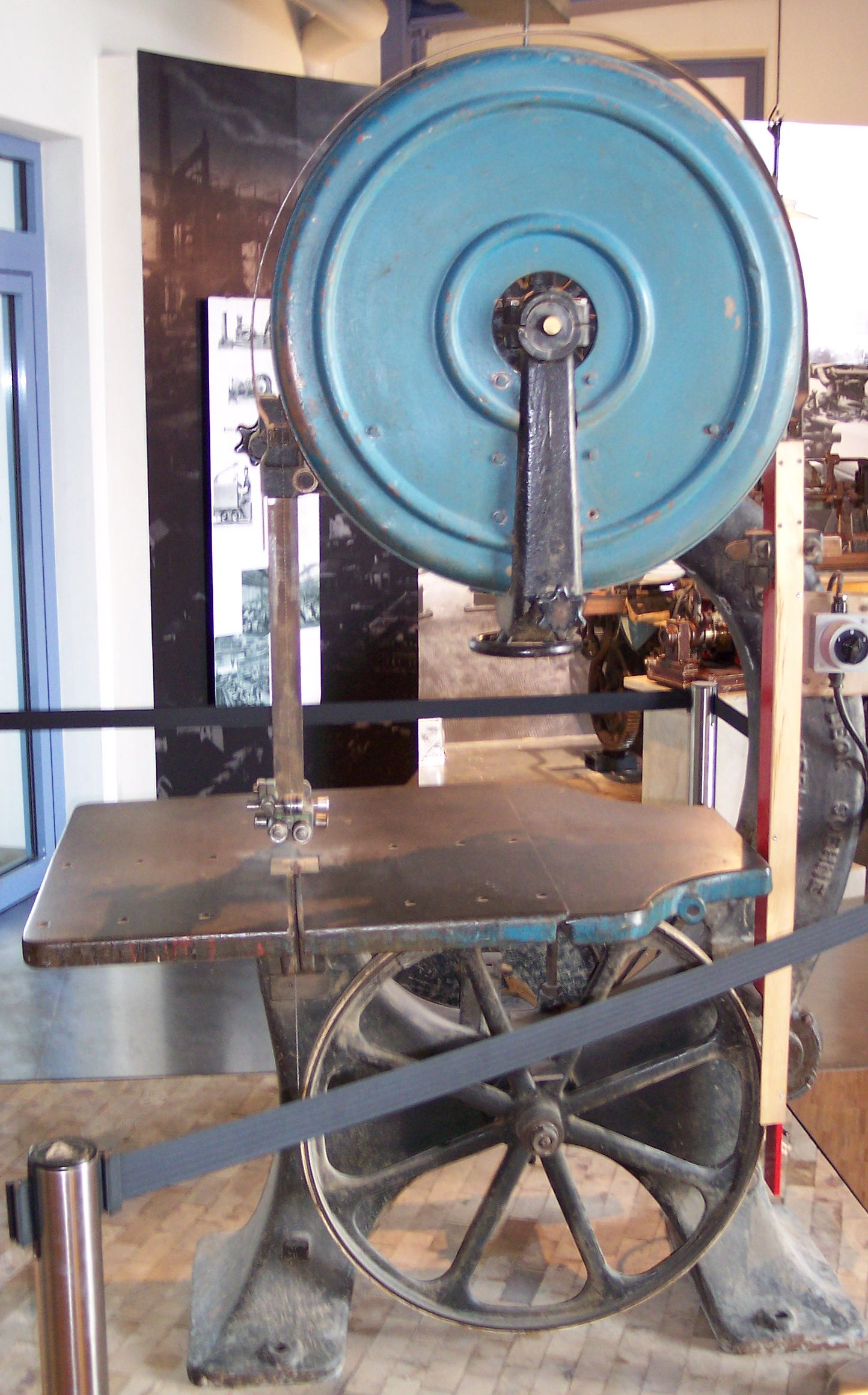
Verouderd model lintzaagmachine

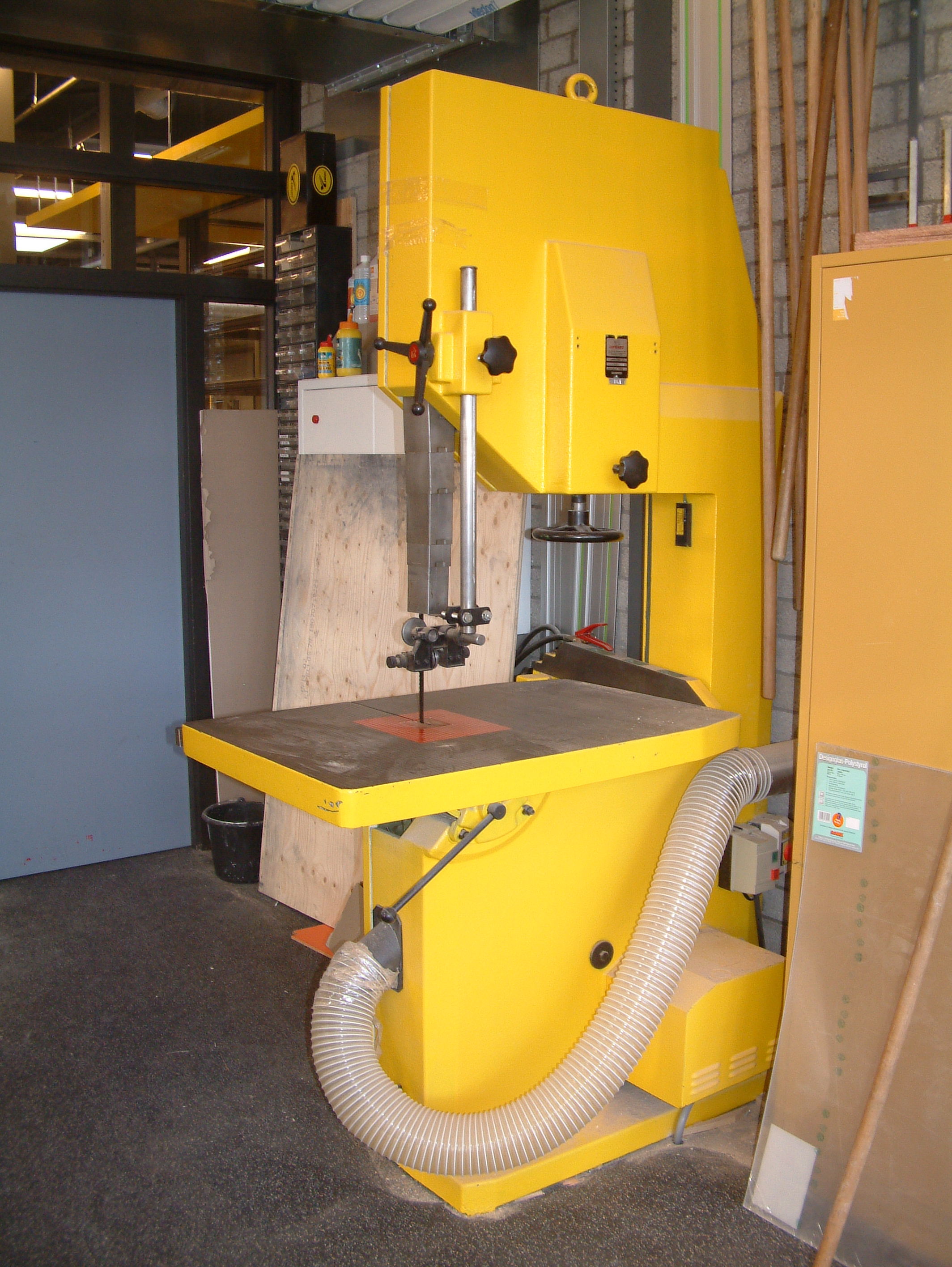
Lintzaag

Een lintzaag of bandzaag is een zaag die bestaat uit een eindeloos lintvormig zaagblad van enkele meters lengte dat om twee wielen van de lintzaagmachine heen wordt gespannen. Het onderste wiel (in verticale opstelling) wordt zo aangedreven dat het zaaglint van boven naar beneden door de zaagsnede in het werkstuk beweegt, zodat dit op de zaagtafel wordt gedrukt. Vroeger werden meerdere lintzagen met een waterrad of met een windmolen aangedreven om boomstammen in planken te zagen. Tegenwoordig worden lintzagen aangedreven met behulp van een elektromotor. Het werkstuk wordt over een zaagtafel gevoerd, eventueel langs een geleideliniaal of -mal.
Een lintzaag is geschikt om zeer lange zaagsneden mee te maken, om materialen met een grote dikte te zagen en om zaagsneden met bochten te maken. Hoe smaller het lint, hoe kleiner de radius van deze bocht kan zijn. Er zijn machines die speciaal voor houtverspaning en voor kunststof (bijvoorbeeld matrassenschuim) bedoeld zijn, waarbij de wielen in het verticale vlak zijn opgesteld én machines met de horizontale opstelling, meestal bedoeld om metalen of kunststoffen af te korten. Bij de machines voor metaalbewerking is de zaagsnelheid betrekkelijk laag en dient het zaagblad door een koelvloeistof gekoeld te worden tijdens het zagen.
Boven de zaagtafel is doorgaans een instelbare zaagsteun gemonteerd, waarmee de zaaglengte boven de zaagtafel is af te stellen op de dikte van het te zagen materiaal. De afstand hiervan tot het materiaal dient tijdens het zagen zo klein mogelijk te zijn, men voorkomt hiermee het knikken van het zaaglint. De wielen zijn meestal voorzien van een rubberen rand ter bescherming van het zaagblad. Na vervanging van een zaaglint moet het bovenste wiel opnieuw worden gesteld: het wordt in hetzelfde vlak gebracht als het onderste wiel, zodat de zaag niet van het wiel afloopt en de zaagspanning optimaal is.
Bij grote lintzagen, bijvoorbeeld in een houtzagerij, worden de linten met de hand opnieuw geslepen. 
Als bij een normale lintzaag het lint eenmaal bot is moet het vervangen worden, anders is het gevaar dat het lint breekt te groot.